# Boom Festival

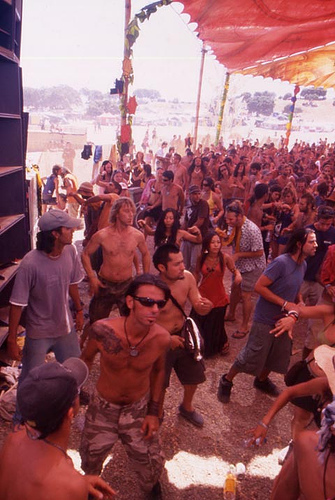
Dansende menigte op het Boom Festival

Boom Festival is een tweejaarlijks festival in Portugal. Het eerste festival vond plaats in 1997 en had een sterke nadruk op psytrance. Later groeide het festival uit tot een multidisciplinair gebeuren met verschillende kunstuitingen, aandacht voor verschillende muziekgenres, yoga, meditatie en lezingen.

## Locatie
Boom Festival vindt plaats bij het Portugese Idanha-A-Nova-meer en duurt een week. De volle maan in augustus valt samen met de laatste avond van dit festival. Het doel van het festival is een ruimte te creëren waar mensen van over de hele wereld een 'alternatieve realiteit' kunnen ervaren.

## Thema
Iedere editie van het Boom Festival draagt een ander thema. De thema's van de laatste jaren werden opgelijst in onderstaande tabel.
| Jaar | Thema            |
| ---- | ---------------- |
| 2006 | We are one       |
| 2008 | We are all       |
| 2010 | Water            |
| 2012 | Alchemie         |
| 2014 | The Feminine     |
| 2016 | Shamanisme       |
| 2018 | Sacred Geometry  |
| 2020 | The Anthropocene |
| 2022 |                  |
| 2023 | Radical Love     |

## Overnachten
Bezoekers van het festival verblijven op een camping of caravanpark. De camping van het festival bezit een keuken. Hier kunnen bezoekers zelf maaltijden klaarmaken. Naast een supermarkt zijn er verschillende restaurants met voeding uit alle windstreken. Het festival bezit een kinderopvang.

## Bezoekers
Het Boom Festival kan maximaal 40.000 bezoekers ontvangen. De kaartverkoop is gelimiteerd, omdat het geen mainstream-evenement wil worden. Naast een regulier ticket is er een afterparty-ticket te koop. Bezoekers met dit ticket krijgen drie dagen toegang tot een natuurpark om bij te komen van dit festival.